# Gustav Wagner (SS-Mitglied)
Gustav Franz Wagner (* 18. Juli 1911 in Wien, Österreich-Ungarn; † 3. Oktober 1980 in São Paulo, Brasilien) war ein österreichischer SS-Oberscharführer sowie im Rahmen der Aktion Reinhardt stellvertretender Kommandant im Vernichtungslager Sobibor.

## Leben
Gustav Wagner war gelernter Mechaniker. Er trat am 19. Januar 1931 der NSDAP bei (Mitgliedsnummer 443.217). Wegen illegaler Graffiti (Hakenkreuze) und Plakatklebens wurde er verhaftet und ging 1934 in das Deutsche Reich, um einer weiteren Verhaftung zu entgehen.
In Deutschland wurde Wagner zunächst SA-Mitglied, gegen Ende der 1930er Jahre trat er dann der SS bei (SS-Nummer 276.962). Ab etwa 1940 war er als Verwaltungsbeamter der Gestapo in der NS-Tötungsanstalt Hartheim bei Linz am „Euthanasie-Programm“, der Ermordung Behinderter in der Aktion T4, beteiligt. Dort war er für die Verbrennung der Leichen der Opfer zuständig. Dabei lernte er auch Franz Stangl kennen, der damals als Verwaltungsleiter in Hartheim fungierte. Zwischen den beiden Männern entstand in dieser Zeit eine Freundschaft.

## Aktion Reinhardt
Auch aufgrund dieser Erfahrungen wurde Wagner im März 1942 zunächst zum Stellvertreter Franz Stangls, ab September 1942 dann zu Franz Reichleitners stellvertretendem Kommandanten im Vernichtungslager Sobibor ernannt. Hier bekleidete er seit dem 12. Februar 1943 den Rang eines SS-Oberscharführers.
Als ständiger Lagerleiter in Sobibor führte er insbesondere Selektionen an der Rampe durch und war Herr über die Entscheidung: ein weiteres kurzes Leben oder den sofortigen Tod für etwa 250.000 Menschen im Rahmen der „Aktion Reinhardt“.
Für seine Tätigkeit in Sobibor zeichnete Heinrich Himmler ihn mit dem Eisernen Kreuz aus und bezeichnete ihn als einen der „verdientesten“ Männer der „Aktion Reinhardt“. Unter den Gefangenen galt er als Sadist, der auch andere zu Misshandlungen und Morden anhielt. Ein Überlebender meinte, Wagner würde nie zu Mittag essen, ohne vorher getötet zu haben. Gustav Wagner wurde auch unter den Bezeichnungen „Henker von Sobibor“, „Der Schlachter“, „lächelnder Todesengel“ und „Welfel“ (jiddisch für Wolf) bekannt.
Nach dem Aufstand von Sobibór am 14. Oktober 1943 erhielt er den Befehl, das Lager zu schließen, und wurde nach Italien zur Sonderabteilung Einsatz R versetzt, wo er weiter an der „Endlösung“ mitwirkte. Bei Kriegsende hielt er sich in Jugoslawien auf, später geriet er in amerikanische Kriegsgefangenschaft, aus der er floh.

## Nach 1945

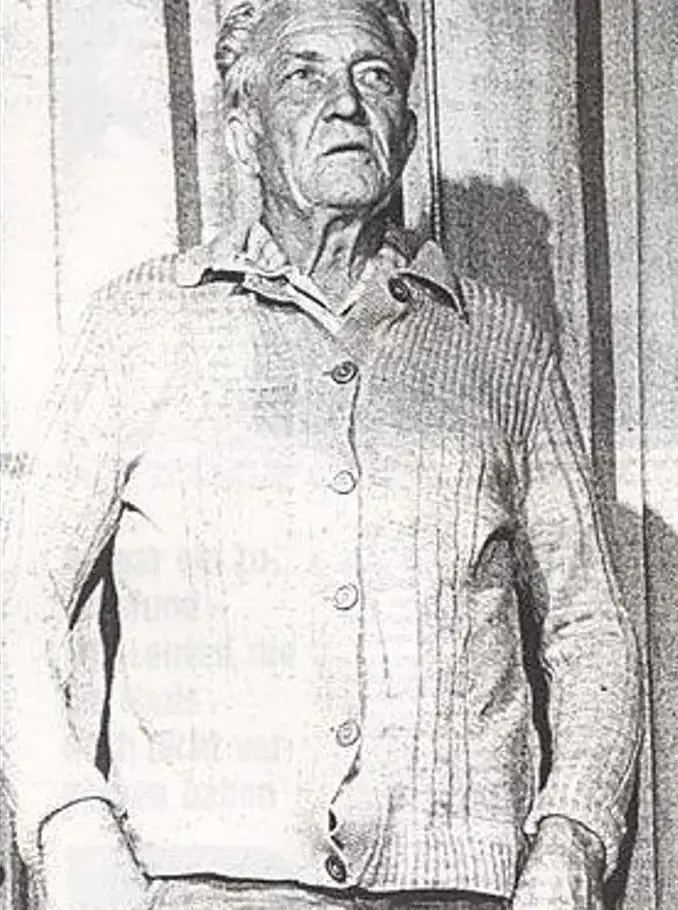

Nach Ende des Zweiten Weltkriegs arbeitete Wagner unter falschem Namen als Bauarbeiter in Graz. Nach einer Zusammenkunft mit Franz Stangl gelang ihnen mit Hilfe des Vatikans über die Rattenlinie zuerst die Flucht nach Syrien, danach nach Brasilien. Dort erhielt er am 12. April 1950 ein dauerndes Aufenthaltsrecht, lebte unbehelligt unter dem Tarnnamen „Günther Mendel“ und verdingte sich als Hausbetreuer.
Am 30. Mai 1978 wurde er inhaftiert, nachdem Simon Wiesenthal ihn aufgespürt hatte. Er wurde in einer Polizeistation von São Paulo in Brasilien von Stanisław Szmajzner – einem von 47 überlebenden Häftlingen des Vernichtungslagers Sobibór, der während des Aufstands von Sobibór flüchten konnte – identifiziert. Wagner war während des Aufstands nicht im Lager. Sowohl von Israel als auch von Österreich (dessen Bürger er gewesen war) und Polen (in dessen Gebiet Sobibor lag) wurden Auslieferungsbegehren an Brasilien gerichtet. Diese wurden allerdings in allen Fällen durch den brasilianischen Generalstaatsanwalt abgelehnt. Die westdeutsche Regierung stellte ebenfalls ein Ersuchen auf Auslieferung, das jedoch vom Obersten Gerichtshof Brasiliens am 22. Juni 1979 zurückgewiesen wurde.
In einem Interview am 18. Juni 1979 mit der BBC zeigte Wagner keine Reue für seine Verbrechen und erklärte „Ich hatte keine Gefühle dabei – …Es war nur irgendein Job für mich. Nach Feierabend haben wir nie über unsere Arbeit geredet, sondern wir tranken und spielten Karten.“
Im Herbst 1979 – ein Jahr und fünf Monate, nachdem er aufgespürt wurde – unternahm Wagner einen Suizidversuch, den er nach einer Notoperation überlebte. Zeitgenössische Zeugnisse berichten zudem davon, dass er sich verfolgt fühlte und Stimmen hörte. Nach der (teilweise bezweifelten) Aussage seines Anwalts nahm sich Wagner am 3. Oktober 1980 auf seinem Anwesen bei São Paulo das Leben. Die erhaltenen Akten der brasilianischen Ermittlungsbehörde sprechen ebenfalls von Suizid mit einem Messer. Einem Zeugen und seiner Frau zufolge, die Wagner als Letzte lebend gesehen haben, habe Wagner – offensichtlich in geistiger Verwirrung – unmittelbar vor seinem Tod mit einem Messer bewaffnet gegen „herankommende Juden“ kämpfen wollen, bevor er von Messerstichen übersät tot aufgefunden wurde. Eine Fernsehdokumentation der ARD kommt 2023 nach Recherchen und Gesprächen mit Zeitzeugen zu dem Schluss: „Wagner stirbt an diesem Tag nicht durch die Hand eines jüdischen Rächers, aber es ist die Angst vor einem jüdischen Rächer, die ihn in den Tod treibt.“
Wagner war bis zum Lebensende überzeugter Nationalsozialist. Sein Werdegang wird vielfach als typisch angesehen, da er 1940 mit Vergasungen und anderen Tötungen in Behinderten-Einrichtungen, in seinem Fall in der NS-Tötungsanstalt Hartheim bei Linz, angefangen hatte („Aktion T4“). Ein Großteil des Führungspersonals bei Vergasungen hatte bei solchen Morden erste Erfahrungen gesammelt. Die völlige Entmenschlichung von Behinderten ging derjenigen der Juden im Holocaust voraus. Wagner beispielsweise wurde insbesondere auf Grund seiner Personalakte in Hartheim für das Morden in Sobibor ausgesucht.